# Siemowit IV.

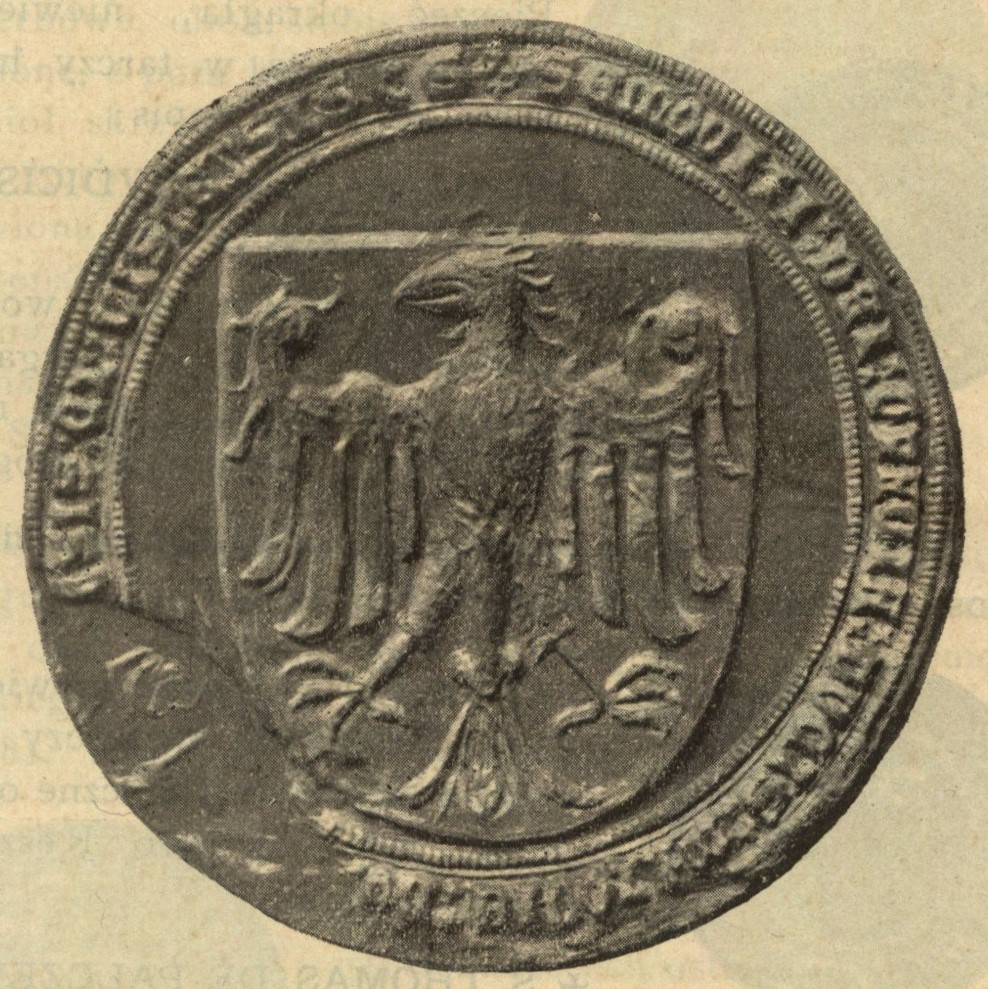
Siegel

Siemowit IV. (polnisch Siemowit IV.; * um 1352; † Januar 1426) war ein Herzog in Masowien, ab 1373/1374 von Rawa. Nach dem Ausgleich mit seinem Bruder Janusz I. im Jahr 1381 blieb er Fürst in Rawa, Płock, Sochaczew, Gostynin, Płońsk und Wizna. Ab 1386 lehenspflichtig gegenüber der polnischen Krone. Ab 1388 auch Fürst von Bels. Später verlor er einige Territorien an den Deutschen Orden. Er entstammte dem Adelsgeschlecht der masowischen Piasten. Er war der Vater von Cimburgis von Masowien und damit Großvater von Kaiser Friedrich III. Habsburg.

## Leben
Siemowit war der Sohn von Herzog Siemowit III. († 1381) und der schlesischen Adeligen Euphemia von Troppau. Er trat zusammen mit seinem Bruder Janusz I. die Regierungsgeschäfte zu Lebzeiten seines Vaters an. 1381 teilten sie das Erbe auf. Ab 1386 wurde er Lehensnehmer des polnischen Königs Ludwig I. Gleichwohl versuchte er, dem Konflikt zwischen dem Königreich Polen und dem Deutschen Orden aus dem Weg zu gehen. Schließlich stellte er in der Schlacht von Tannenberg/Grunwald 1410 nur ein kleines Kontingent auf polnisch-litauischer Seite. 1411 trat er dem Frieden von Thorn und 1422 Frieden vom Melnosee bei. Er unterhielt gute Beziehungen zum ungarischen König Sigismund, von dem er auch mit Besitzungen in Ungarn belehnt wurde. Ab 1420/1425 übergab er die Regierungsgeschäfte seinen Söhnen. Er starb 1426 in Gostynin.

## Ehe und Familie
Herzog Siemowit war mit Alexandra von Litauen, der Schwester von Władysław II. Jagiełło verheiratet. Mit ihr hatte er die Kinder Alexander von Masowien, Siemowit V., Kazimierz II., Trojden II., Władysław I., Hedwig von Masowien, die Ehefrau von János Garai, Cimburgis von Masowien, die Ehefrau von Ernst von Habsburg und Eufemia, die Ehefrau von Boleslaus I. von Teschen sowie Amelia von Masowien, die Ehefrau von Wilhelm II. von Meißen, Maria von Masowien, die Ehefrau von Bogislaw IX. von Pommern, und Katharine von Masowien, die Ehefrau von Michael Žygimantaitis von Litauen. Nach seinem Tod wurde er in der Kathedrale von Płock bestattet.